# Amycus igneus
Espèce
Synonymes
- Salticus igneus Perty, 1833

Amycus igneus est une espèce d'araignées aranéomorphes de la famille des Salticidae.

## Distribution
Cette espèce est endémique du Brésil.

## Publication originale
- Perty, 1833 : Arachnides Brasilienses. Delectus animalium articulatorum quae in itinere per Braziliam ann. 1817 et 1820 colligerunt. Monachii, p. 191-209 (texte intégral).